# هيلي لوف
هيلان عبد الله هي مغنية وراقصة وممثلة وعارضة أزياء و معلمة رقص فنلندية تعود أصولها إلى من دهوک ولدت في يوم 16 نوفمبر 1988 في مدينة أرومية في شرق کوردستان ، أشتهرت في اليوتيوب بعدة أغاني للقومية الكردية... اول مرة يغني علی مسرح في زاخو في حفلة رٲس السنة الميلادي 2025 داخل کورنیش زاخو السیاحي، تغني هيلي أغاني باللغة الإنجليزية واللغة الكردية.

## أعمال خيرية
في عام 2013 زارت هيلي لوف مدينة أربيل عاصمة إقليم كردستان في شمال العراق وهناك دعمت منظمات حقوق الحيوان ومنظمات حقوق المرأة، كما دعمت قوات البشمركة في حربها ضد تنظيم الدولة الإسلامية في العراق والشام (داعش) في عام 2014.

## روابط خارجية
- هيلي لوف على موقع IMDb (الإنجليزية)
- هيلي لوف على موقع ألو سيني (الفرنسية)
- هيلي لوف على موقع ميوزك برينز (الإنجليزية)
- هيلي لوف على موقع كينوبويسك (الروسية)